# M1 90mm高射砲
M1/M2/M3 90mm高射砲は、アメリカ合衆国にて主要な大型高射砲ないし対戦車砲として運用された火砲であり、著名なドイツ軍の88mm砲と似た運用がなされた。この高射砲は第二次世界大戦から1950年代に地対空ミサイルに代替されるまでアメリカの主要な対空兵器であった。
戦車砲としてはM36ジャクソン駆逐戦車やM26パーシング重戦車、いくつかの大戦後の戦車にも用いられている。

## 歴史
第二次世界大戦前、アメリカの主要対空高射砲はM1918 3インチ砲（76.2mm L/50）であり、この口径の弾薬は同スケールの火砲に広く用いられていた。類似の兵器がイギリスやソ連にも存在した。これは運用中にいくつかアップグレードが施されており、実験的なT8およびT9型が1930年代に開発され1930年代末に配備される予定であった。
しかし、陸軍はこれではなくさらに効果的な兵器に関心を持つようになり、1938年6月9日に2種類の新型火砲の開発契約を発表した。それは片方は人力装填にて高い仰角を取らせることのできるギリギリの大きさである90mmと、もうひとつは装填補助装置を用いる120mmである。この新型は旧式の3インチの発展型であるT9 3インチ砲より優れていると考えられ、こちらは1938年ちょうどに生産準備に入るところであったがキャンセルされた。1940年、90mm砲の第二の発展型であるT2がM1 90mm高射砲として制式化されその従兄弟はM1 120mm高射砲となった。
数百のM1が完成したころ、いくつかの改良が加えられたM1A1 90mm砲が開発された。1940年後半に製造が開始され、1941年5月22日に制式化が認められた。このM1A1は砲架や砲尾のラマー（砲弾を砲へ押しこむ装置）に改良が加えられた結果、射撃速度が20発毎分に向上した。アメリカ参戦のころには数千門が運用可能であり、M1A1はアメリカ軍の標準的な対空砲として残りの戦争期間を戦い抜いた。月々の生産数はピーク時で数千門にもおよんだ。
ドイツ軍の88mm砲やイギリス軍のQF 3.7インチ高射砲のようにM1A1は対戦車戦闘に直面したが、他とは違い効果的な射撃ができなかった。1942年9月11日、陸軍は対戦車任務を可能な新型の砲架の開発を命令した結果、M2 90mm高射砲が完成した。同砲の新型砲架は10度の俯角をとることができ、また電動補助付きラマーも装備していた。

## 対空任務

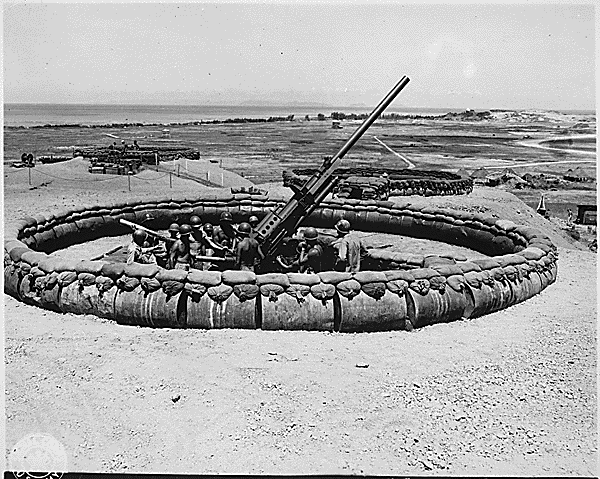
展開する90mm砲、1945年沖縄戦にて

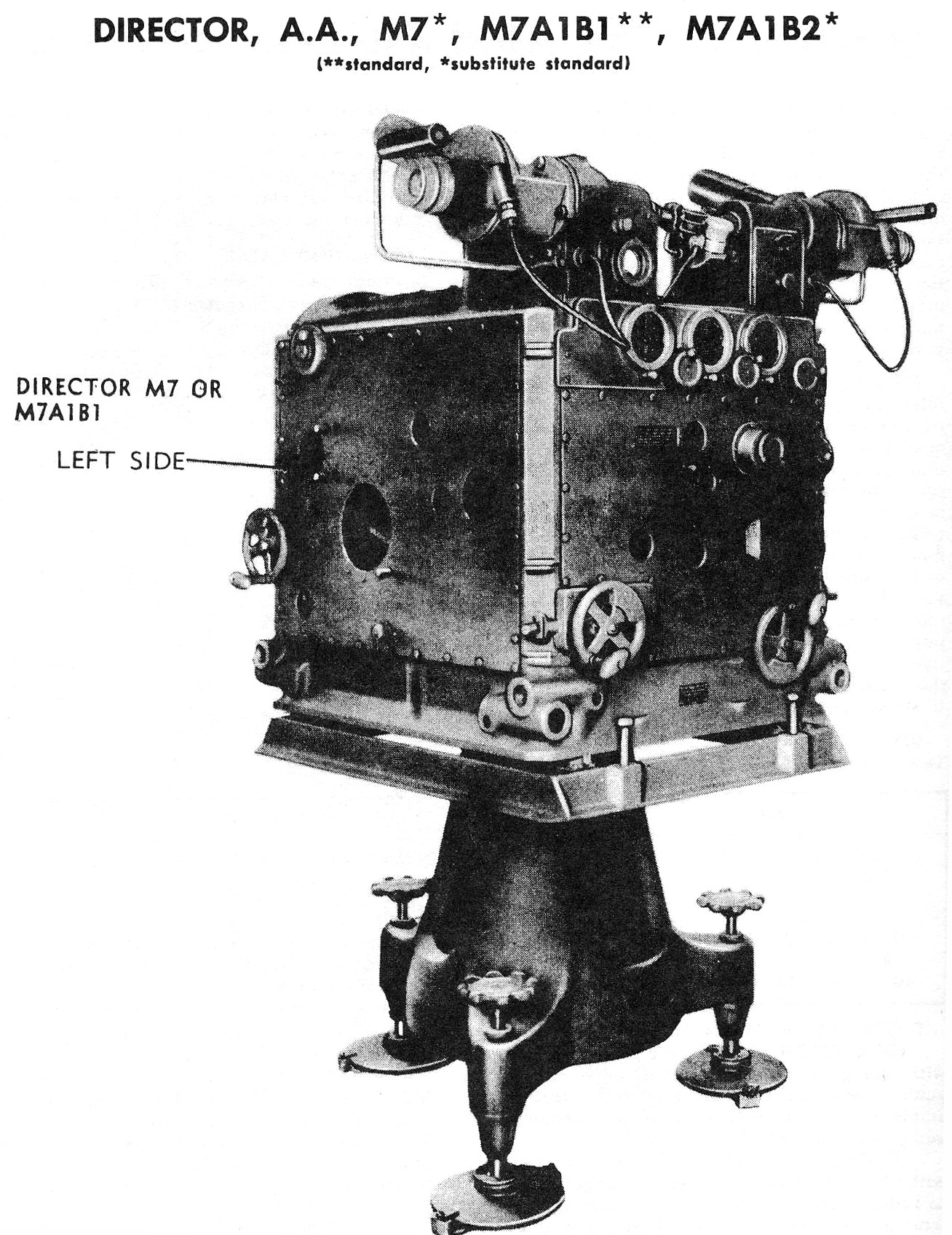
M7射撃管制装置、1944年

この高射砲は通常は4門が連携して運用され、M7ないしM9高射指揮装置、またはケリソン指揮装置に管制された。レーダー管制はSCR-268によるものが1941年に開始され一般化し、砲と直接連動するには不充分であったが、交戦中ずっと正確な距離を把握することができた。夜間においてはサーチライトが広域に光線を放ち目標を光にさらしてレーダーを補助することで、昼間と同様に交戦を続けられるようにする。
1944年にこのシステムはSCR-584マイクロウェーブレーダーに更新され劇的に性能が向上した。これにより0.06度（1ミル）の精度と自動追尾機能を獲得した。SCR-584によって方位・距離をベル研究所開発のM3砲データコンピューターとM9管制装置に伝達し、それをもとに砲を目標に自動追尾させる。運用者は全員が砲架の上で作業する。

## 対戦車任務

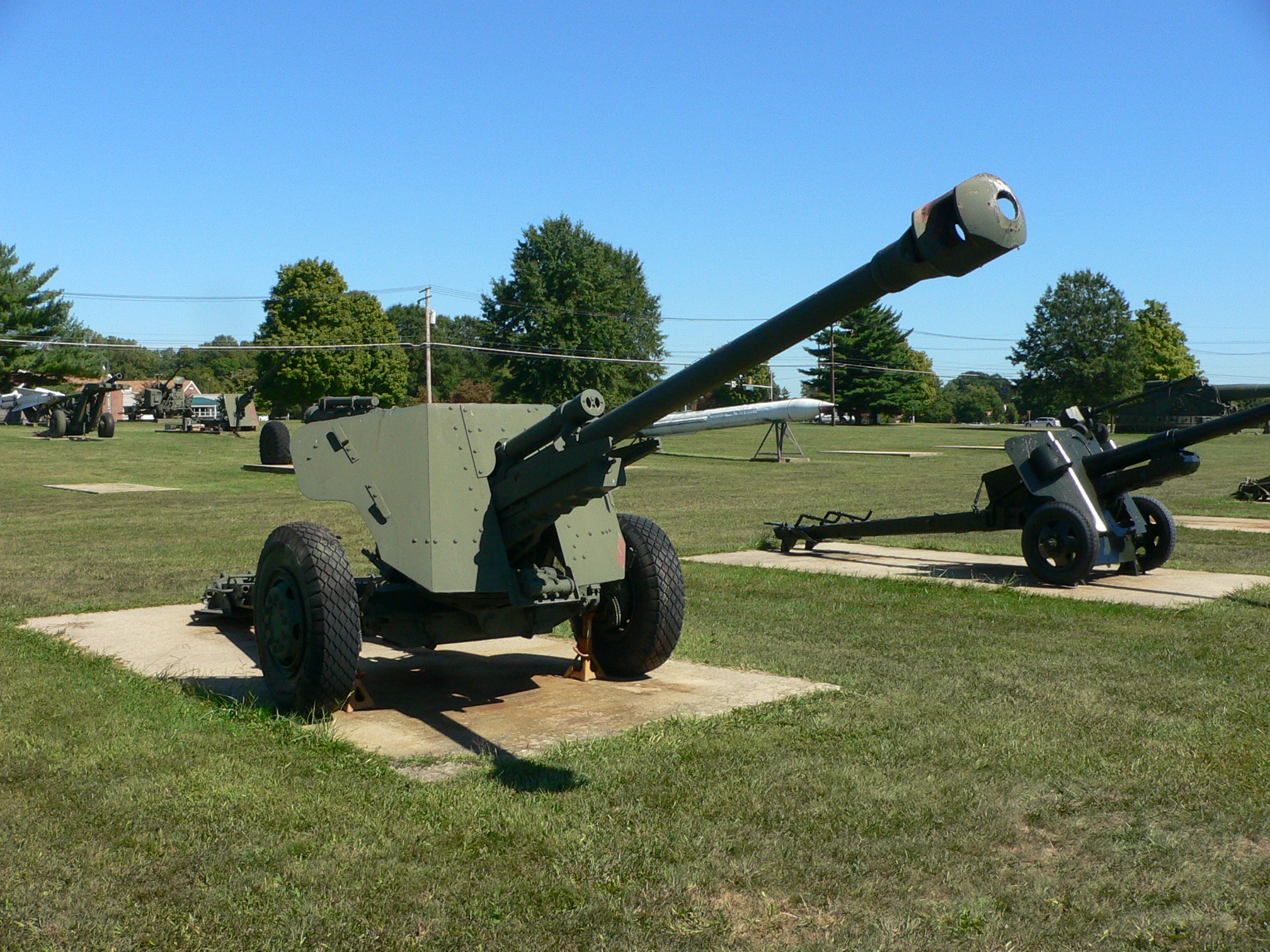
試作型90mm対戦車砲

装甲戦闘車両の主砲として試作されたT7がM3 90mm砲となった。試射は1943年初頭にM10駆逐戦車を載せ代えて行われた。この砲はM36ジャクソンやM26パーシング重戦車が装備した。
マズルブレーキを備えたT14、初速を975m毎秒に増加させたT15、それをさらに改良したT18、砲身短縮を試みたT19、装輪車両に搭載するT21やより大型の装薬を利用するためにM101 105mm榴弾砲の砲尾を利用したT22などM3を元にしたいくつかの試作派生型が開発された。これら派生型はどれも制式採用されなかった。
大戦後にT15はより高初速でタングステン砲弾を発射可能なT54として開発が続いた。このT54はM47およびM48パットン戦車、M56スコーピオン対戦車自走砲などの主力装備となった。

## 派生型

### M1
1940年制式化の高射砲。要塞砲としてM3砲架に固定して運用可能。

### M1A1
1940年に生産が開始された高射砲。M8A1バネ式ラマーが特徴。発射速度毎分20発。

### M2

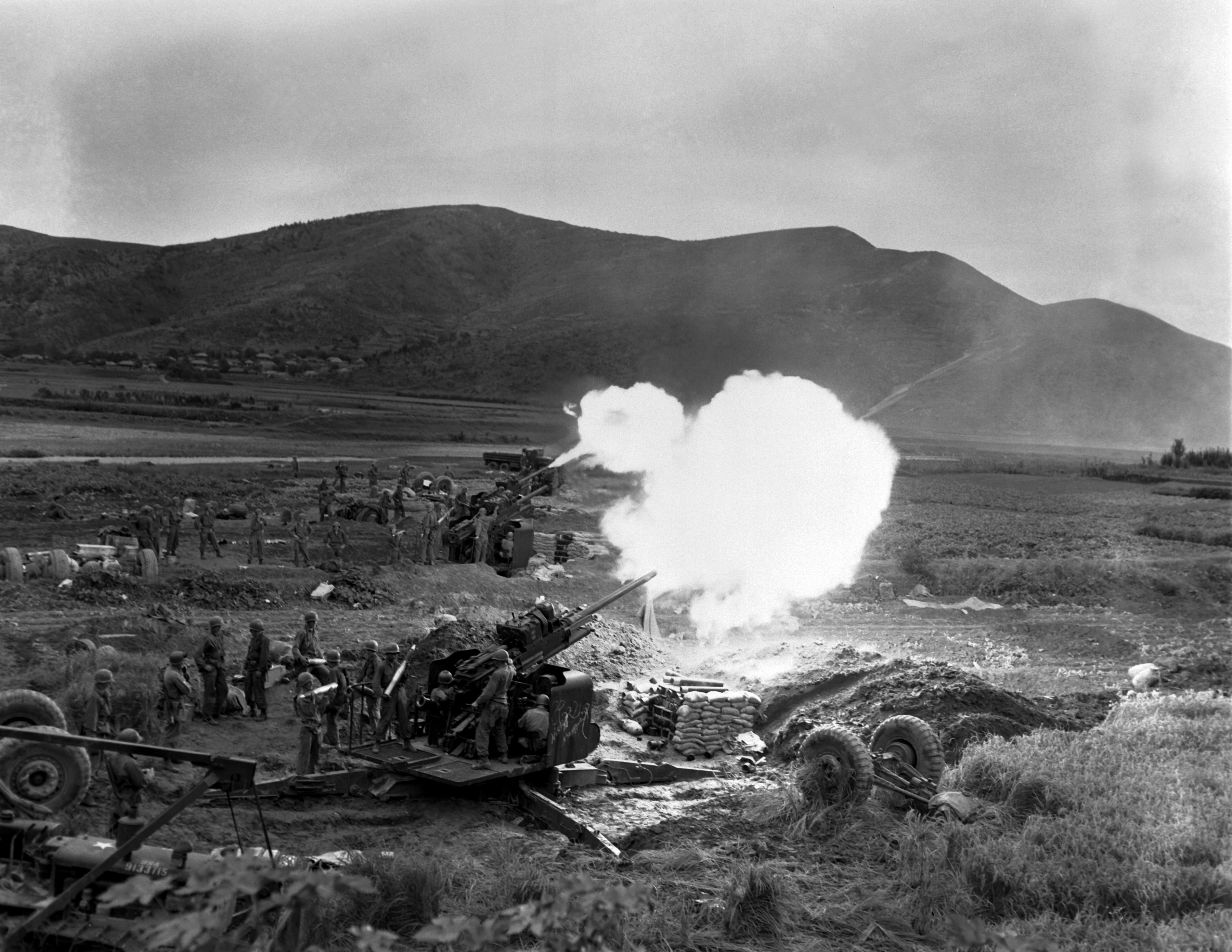
M2 90mm砲、朝鮮戦争にて

完全な対地対空両用砲として再設計された。給弾方式は改良され、M20ラマー兼信管自動調定装置が備えられた。これにより射撃速度は毎分24発に向上した。また、10度の俯角を取らせることができるよう改良された。砲手を保護する大型の金属防盾も装着する。
1943年5月13日に制式化。移動体勢から砲架の展開まで3分、完全射撃体勢まで7分で可能である。1944年からは近接信管も利用可能となった。

### M3
対戦車砲型であり、M36やM26に搭載された。90mm L/53としても知られる。

## 登場作品
『極地からの怪物 大カマキリの脅威』
アメリカ陸軍のM1A1・M2が登場。アメリカ本土に飛来した巨大カマキリがワシントンD.C.の近くで目撃されたことを受け、迎撃するためM1 120mm高射砲と共に展開され、夜中のワシントンD.Cに飛来した巨大カマキリに対して使用される。